# Гудини (мини-сериал)
«Гудини» (англ. Houdini) — драматический трёхчасовой мини-сериал телеканала History, премьера которого состоялась 1 сентября 2014 года в День труда (США). Сериал рассказывает историю жизни, от отчаянной бедности в молодости до всемирной славы, легендарного иллюзиониста и исполнителя побегов Гарри Гудини, роль которого исполнил обладатель премии «Оскар» Эдриен Броуди.

## Сюжет
Сериал рассказывает об истории жизни фокусника Гарри Гудини. Сын эмигранта Эрик Вайс начинает цирковую карьеру с 10 лет, показывая салонные фокусы. Сначала его имя никому неизвестно, но упорным трудом и инициативой, он, постепенно, добивается популярности. Фокусом, благодаря которому его имя узнаёт вся страна, становится побег из оков и наручников. Партнёром по шоу и опорой в жизни Гудини становится его супруга Бесс. Трюки иллюзиониста становятся все опаснее, но только так можно привлечь внимание публики.
Смерть легендарного шоумена становится последствием другого любимого трюка. Во время гастролей к нему заходят несколько студентов и один из них наносит неожиданный удар в живот. Гудини скончался через несколько дней от развившегося перитонита. После смерти фокусника супруга пытается вызвать его дух во время спиритического сеанса.

## В ролях
- Эдриен Броуди — Гарри Гудини
- Кристен Конноли — Бесс Гудини[англ.], жена Гарри
- Ивен Джонс — Джим Коллинз, ассистент Гарри
- Эстер Оноди — Сесилия Вайс, мать Гарри
- Том Бенедикт Найт — Дэш Гудини[англ.], младший брат Гарри
- Луи Мертенс — Эрик Вайс, молодой Гарри
- Тим Пиготт-Смит — Уильям Мелвилл[англ.], глава MI5
- Шон Уильямсон[англ.] — Сидней Рейли, агент MI5, завербовавший Гарри
- Дэвид Колдер — сэр Артур Конан Дойл
- Линда Марлоу[англ.] — леди Дойл
- Джереми Вилер — Рабби Майер Сэмюэль Вайс
- Дьюла Мештерхази — кайзер Вильгельм II
- Саймон Нэйдер — Николай II
- Иван Камараш — Григорий Распутин

## Производство

### Разработка
Телеканал История впервые объявила о разработке мини-сериала о Гарри Гудини с Эдриеном Броуди в главной роли 10 апреля 2013 года. Сериал был официально одобрен 19 августа 2013 года, Кристен Коннолли была объявлена партнёршей Броуди по фильму, а Ули Эдель назначен режиссёром. Сценарий был написан заслуженным автором и режиссёром Николасом Мейером на основе книги его отца 1976 года «Гудини: Разум в цепях: психоаналитический портрет».

### Съёмки
Съёмки мини-сериала начались 30 сентября 2013 года. Он был полностью снят в Будапеште, Венгрия, где родился настоящий Гарри Гудини. Исполнительный продюсер Джеральд У. Абрамс описал Будапешт как город обладающий «наибольшей архитектурой рубежа веков, чем почти любой другой город в западной культуре». Броуди, изучавший фокусы в детстве, сам выполнил многие трюки в шоу, включая побег из знаменитой китайской камеры пыток водой.

### Музыка
Музыка была написана композитором Джоном Дебни. Давний поклонник Гарри Гудини, Дебни присоединился к проекту по указанию продюсера, с которым он ранее сотрудничал в мини-сериале телеканала A&E «Бонни и Клайд». Двухтомный саундтрек был выпущен для цифровой загрузки компанией Lakeshore Records 26 августа 2014 года, а затем на компакт-дисках 23 сентября 2014 года.

## Эпизоды
| № | Название            | Режиссёр  | Сценарист     | Дата показа в США | Зрители США (миллионы) |
| - | ------------------- | --------- | ------------- | ----------------- | ---------------------- |
| 1 | «Part 1» «Эпизод 1» | Ули Эдель | Николас Мейер | 1 сентября 2014   | 3,7                    |
| 2 | «Part 2» «Эпизод 2» | Ули Эдель | Николас Мейер | 2 сентября 2014   | 2,66                   |

## Критика
Первую часть сериала посмотрели 3,7 миллиона зрителей, в среднем 1,2 миллиона среди взрослых в возрасте 18-49 лет и 1,5 миллиона в возрасте 25-54 лет. Несмотря на то, что «Гудини» дебютировал намного хуже, чем предыдущие сериалы телеканала History «Хэтфилдс и МакКойз» и «Бонни и Клайд», тем не менее, «Гудини» на сегодняшний день стал главным мини-сериалом кабельного телевидения.
Мини-сериал получил неоднозначную реакцию, зрители хвалили режиссуру, звуковой дизайн и выступление Броуди, но сценарий подвергся критике. На агрегаторе обзоров Rotten Tomatoes сериал имеет рейтинг 44 %, с заключением: «Актёры талантливы, но, как ни странно, в сериале не хватает интриги».
Нил Гензлингер из The New York Times назвал мини-сериал «приятным для просмотра», но раскритиковал сценарий и режиссуру. Он добавил: «Лучшая версия жизни этого удивительного человека наверняка будет сделана в том или ином жанре, но эта версия, по крайней мере, увлекательна».